# Макеев, Михаил Владимирович
Михаил Владимирович Макеев (3 (15) марта 1873 — апрель 1925) — российский генерал-лейтенант, участник Русско-японской, Первой мировой и Гражданской войн.
Сын генерал-лейтенанта В. П. Макеева.

## Биография
Окончил 2-й Московский кадетский корпус (1890 год). В службу вступил в 1890 году.
Окончил Михайловское артиллерийское училище; в 1892 году выпущен подпоручиком в 3-ю гвардейскую и гренадерскую артиллерийскую бригаду. Подпоручик гвардии (1893 год), поручик (1897 год). Окончил Михайловскую артиллерийскую академию (1897 год). Штабс-капитан (1899 год).
Старший адъютант управления начальника артиллерии Гвардейского корпуса (1901—1904). Капитан гвардии (1903 год). В том же году переименован в подполковники.
Во время русско-японской войны командовал 6-й Восточно-Сибирской горной батареей (с 22 сентября 1904 года). Полковник (1906 год; старшинство с 14 ноября 1904 года за боевые отличия).
С 31 октября 1906 года командир 1-го Владивостокского крепостного артиллерийского полка. С 25 июня 1907 года командир 1-й Владивостокской крепостной артиллерийской бригады. Генерал-майор (1908 год).
С 26 октября 1909 года командир Кронштадтской крепостной артиллерийской бригады. С 9 февраля 1910 года помощник начальника артиллерии Приамурского ВО.
11 декабря 1913 года назначен инспектором артиллерии 5-го Сибирского армейского корпуса, с которым вступил в войну. Генерал-лейтенант (1914 год). Инспектор артиллерии Кавказской армии (с 11 июня 1916 года).
Во время гражданской войны служил во Вооружённых силах Юга России. В августе — декабре 1919 года инспектор артиллерии Кавказской армии. В декабре 1919 — январе 1920 года начальник гарнизона Царицына. В феврале 1920 года командовал войсками Черноморского побережья, в марте 1920 года — начальник Новороссийского укрепрайона. 
В Русской армии начальник Перекоп-Сивашского укрепрайона. С 22 мая 1920 года заведующий работами по укреплению Перекопа и строительством железной дороги Джанкой — Юшунь.
После эвакуации из Крыма эмигрировал в Королевство СХС.

## Награды
- орден Святой Анны 3-й ст. (1903)
- орден Святого Станислава 2-й ст. с мечами (1905)
- орден Святого Владимира 4-й ст. с мечами и бантом (1905)
- орден Святого Владимира 3-й ст. (1911)
- орден Святого Станислава 1-й ст. с мечами (29.03.1915)
- орден Святой Анны 1-й ст. с мечами (08.07.1915)